# Восстание Иеровоама
Восста́ние Иеровоа́ма — восстание в Древнем Израиле около 935 года до н. э..

## История
Было поднято против податного гнёта и трудовой повинности, введённых царём Соломоном. Другими причинами были сепаратизм северных племён и недовольство централизацией власти вокруг Иерусалима. В ответ на отказ сына Соломона — Ровоама смягчить непосильное бремя северо-израильские племена (колена) отложились от Иудеи и убили сборщиков податей. Во главе восстания встал Иеровоам, человек незнатного происхождения, находившийся ранее на службе у Соломона и после покушения на царя бежавший в Египет. Иеровоам опирался на помощь египетского фараона Шешонка I. Восстание не привело к социальным изменениям, а лишь способствовало образованию и укреплению северо-израильского рабовладельческого государства — Израильского царства. Первым его царём стал Иеровоам (ок. 935—912 годы до н. э.), выбранный народным собранием израильских племён.